# Cucine Lube
Cucine Lube s.r.l. è un'azienda italiana con sede e stabilimento a Treia, che produce cucine componibili e complementi d'arredo.

## Storia
Nasce nel 1967 come impresa artigianale in un garage adibito a laboratorio a Treia, in provincia di Macerata, su iniziativa di Luciano Sileoni, falegname, e Benito Raponi, barbiere, con la denominazione SIRA s.r.l.  (l'acronimo deriva dalle iniziali dei nomi dei due soci fondatori).
La ditta si espande in pochissimo tempo e nel 1974 la produzione, diventata industriale, viene spostata in un nuovo stabilimento; l'ingresso nella società alla direzione amministrativa di un terzo socio, Fabio Giulianelli, cognato di Sileoni, porta al cambio della denominazione sociale in LUBE Cucine Componibili srl. Il nome deriva questa volta dalle iniziali dei nomi di battesimo dei due comproprietari. L'azienda, agli inizi degli anni ottanta, commercializza i propri prodotti nelle Marche, in Abruzzo e in Emilia-Romagna, in seguito amplia la rete distributiva in tutto il territorio nazionale.
Nei decenni successivi l'azienda marchigiana realizza altri tipi di mobili d'arredamento ed esporta sempre più all'estero, costituendo nel 1993 il Gruppo LUBE Over S.p.A. Dieci anni più tardi, nel 2003, in seguito ad una riorganizzazione dell'assetto societario (lascia Raponi che poi scomparirà nel 2009) il Gruppo LUBE Over viene incorporato mediante fusione nella Lube Holding s.r.l., trasferendo così il ramo di attività ad una nuova azienda denominata Cucine Lube s.r.l.

## Informazioni e dati
La Cucine Lube si colloca come la seconda azienda italiana produttrice di cucine componibili dopo Scavolini, la prima per livelli di produttività. Oltre alle cucine componibili, la sua produzione comprende anche mobili d'arredamento, tavoli e sedie.
La produzione avviene nello stabilimento di Treia che occupa un'area di 110.000 m², di cui 75.000 coperti, e sono impiegati oltre 500 addetti. Nel 2015 ha realizzato un fatturato di 175 milioni di euro, fino ad allora il più alto di sempre nella storia dell'azienda marchigiana. Esporta in oltre 60 paesi e conta su una rete commerciale costituita da oltre 1.600 punti vendita, in gran parte concentrati sul territorio italiano dove ha una quota di mercato di quasi l'11%. Nel 2018 i ricavi hanno superato quota 198 milioni.
Il Gruppo commercializza le proprie cucine e mobili anche con i marchi Creo Kitchen, Borgo Antico Cucine e Faer Ambienti, e controlla l'Associazione Sportiva Volley Lube (società di pallavolo), la GIL Trasporti (azienda di trasporti) e l'ACOP Components (azienda produttrice di componenti in legno per l'industria del mobile).